# Johann Andreas Cramer (théologien)
Pour les articles homonymes, voir Johann Andreas Cramer (minéralogiste) et Cramer.
Johann Andreas Cramer, né le 27 janvier 1723 à Jöhstadt, (électorat de Saxe) et mort le 12 juin 1788 à Kiel, est un littérateur, universitaire et  théologien protestant allemand du XVIIIe siècle.

## Biographie
Johann Andreas Cramer suit la carrière ecclésiastique et devient chapelain de la Cour à Copenhague, puis professeur de théologie à l'université de cette même ville, et enfin à Kiel.
Orateur et historien, il est surtout estimé comme poète, on admire ses Odes à David, à Martin Luther, à Philippe Melanchthon, et sa traduction des Psaumes. 
Il a un fils : Carl Friedrich Cramer.
Il meurt le 12 juin 1788 à Kiel, à l'âge de 65 ans.

## Sources
- Marie-Nicolas Bouillet  et Alexis Chassang (dir.), « Johann Andreas Cramer (théologien) » dans Dictionnaire universel d’histoire et de géographie, 1878 (lire sur Wikisource)